# Hongarije op het Eurovisiesongfestival 1995
Hongarije nam deel aan het Eurovisiesongfestival 1995 in Dublin, Ierland. Het was de 2de deelname van het land op het Eurovisiesongfestival. MTV was verantwoordelijk voor de Hongaarse bijdrage voor de editie van 1995.

## Selectieprocedure
In tegenstelling tot het vorige jaar, koos men er deze keer voor om de kandidaat en het lied intern aan te duiden.
Men koos uiteindelijk voor de zangeres Csaba Szigeti met het lied "Új név a régi ház falán".
Bij de bookmakers deed het lied niet zo goed, en werd het als een van de kanshebbers aanzien om 0 punten te halen.

## In Dublin
In Ierland moest Hongarije optreden als 13de van 23 deelnemers, na Frankrijk en voor België.
Op het einde van de puntentelling bleken ze een teleurstellende 22ste plaats te hebben bereikt, met een totaal van 3 punten.
België had geen punten over voor deze inzending en Nederland nam niet deel in 1995.

### Gekregen punten

#### Finale
| 12 punten | 10 punten | 8 punten | 7 punten  | 6 punten |
| --------- | --------- | -------- | --------- | -------- |
|           |           |          |           |          |
| 5 punten  | 4 punten  | 3 punten | 2 punten  | 1 punt   |
|           |           |          | - Rusland | - Spanje |

### Punten gegeven door Hongarije

#### Finale
Punten gegeven in de finale:
| 12 punten | Cyprus              |
| 10 punten | Frankrijk           |
| 8 punten  | Slovenië            |
| 7 punten  | Verenigd Koninkrijk |
| 6 punten  | Noorwegen           |
| 5 punten  | Israël              |
| 4 punten  | Oostenrijk          |
| 3 punten  | Denemarken          |
| 2 punten  | Spanje              |
| 1 punt    | Polen               |